# 湯殿山インターチェンジ
湯殿山インターチェンジ（ゆどのさんインターチェンジ）は、山形県鶴岡市田麦俣にある山形自動車道のインターチェンジである。
開通前は「田麦俣インターチェンジ」（たむぎまたインターチェンジ）と仮称されていた。

## 歴史
- 1981年（昭和56年）7月17日：月山IC - 湯殿山IC間を結ぶ月山道路が開通[1]。
- 2000年（平成12年）9月30日：湯殿山IC - 庄内あさひIC間開通[1]。

## 周辺
- 湯殿山神社
- 湯殿山スキー場
- 月山ダム

## 接続する道路
- 直接接続
  - 国道112号（月山道路）

## 料金所
当ICでは、庄内あさひIC迄の通行料金の精算を行う。
- ブース数：4

### 入口
- ブース数：2
  - ETC専用：1
  - 一般：1

### 出口
- ブース数：2
  - ETC専用：1
  - 一般：1

## 隣
E48 山形自動車道
(9)月山IC - （月山道路経由） - (10)湯殿山IC - 庄内あさひBS - (11)庄内あさひIC